# Ozdiv, Luțk
Ozdiv (în ucraineană Оздів) este un sat în comuna Hirka Polonka din raionul Luțk, regiunea Volînia, Ucraina.

## Demografie
Componența lingvistică a localității Ozdiv
     Ucraineană (99,39%)
     Alte limbi (0,2%)
Conform recensământului din 2001, majoritatea populației localității Ozdiv era vorbitoare de ucraineană (99,39%), existând în minoritate și vorbitori de alte limbi.